# 李渊剿抚汾晋起义军
李渊剿抚汾晋起义军，隋炀帝大业十一年（615年）十二月，隋朝右骁卫将军李渊对汾、晋地区（今属山西）柴保昌、敬盘陀起义军进行的围剿和安抚的作战。
隋末，绛郡（治正平，今山西新绛）人敬盘陀、柴保昌举兵反隋暴政，部众达八万人，转战于汾、晋地区。615年十二月二十二日，隋炀帝杨广命民部尚书樊子盖发关中兵数万镇压，樊子盖深沟高垒，不敢决战。指挥隋兵乱杀无辜，全部焚毁汾水以北村坞，百姓无家可归，多投奔义军。对归降者不分老幼，一律坑杀，当地民众反抗愈烈、义军愈剿愈多，最后无功而还。隋炀帝杨广于是改派李渊率兵前往。李渊用剿抚兼施策略，在不断攻击义军的同时，对来降者引至左右，加以“抚慰”，义军先后降附者达数万人，其余散往他地。